# Tarzan legendája (televíziós sorozat)
A Tarzan legendája (eredeti cím: The Legend of Tarzan) 2001 és 2003 között bemutatott amerikai televíziós animációs vígjátéksorozat, amelyet a Walt Disney Television Animation készített. A sorozat az 1999-ben bemutatott Tarzan című mozifilm folytatása, amely Edgar Rice Burroughs Tarzan, a majomember című könyvének feldolgozása.
Az Amerikai Egyesült Államokban 2001. szeptember 1-jén debütált az United Paramount Network-ön, majd 2002-ben az ABC is műsorra tűzte. Magyarországon az RTL Klub adta le.

## Történet
|  | Alább a cselekmény részletei következnek! |

A sorozat közvetlenül a film után veszi fel a történet fonalát. Kerchak halálát követően Tarzan a gorillák új vezérévé és a dzsungel urává válik, míg szerelme, Jane Porter és apja, Archimedes Q. Porter professzor a civilizációt maguk mögött hagyva próbálnak hozzászokni a vad körülményekhez. Tarzan, Jane és a professzor, valamint barátaik, Terk, a nagyszájú gorilla és Tantor, a gyáva elefánt számos kalandba keverednek. Új ellenségeik közé tartozik Philander, a nagyravágyó tudós, Porter riválisa; La királynő, a gonosz varázslónő, aki szemet vetett Tarzanra; Staquait ezredes, a könyörtelen idegenlégiós; és Tublat, az erőszakos gorilla, Kerchak régi ellenfele. De új barátaik is akadnak, Renard Dumont, a dörzsölt üzletember, Hugo és Hooft, a légiós dezertőrök, valamit a bennszülött Waziri törzs személyében.
|  | Itt a vége a cselekmény részletezésének! |

## Szereposztás
| Szereplő                   | Eredeti hang             | Magyar hang                                            |
| -------------------------- | ------------------------ | ------------------------------------------------------ |
| Tarzan                     | Michael T. Weiss         | Reisenbüchler Sándor (1. hang) Megyeri János (2. hang) |
| Jane Porter                | Olivia d’Abo             | Kiss Eszter                                            |
| Porter professzor          | Jeff Bennett             | Dobránszky Zoltán                                      |
| Robert "Bobby" Canler      | Jeff Bennett             | Kautzky Armand                                         |
| Terk                       | April Winchell           | Kocsis Mariann (felnőtt) Patkó Csenge (fiatal)         |
| Tantor                     | Jim Cummings             | Kerekes József                                         |
| Renard Dumont              | René Auberjonois         | Tahi Tóth László                                       |
| Hooft                      | Dave Thomas              | Kocsis György                                          |
| Hugo                       | Joe Flaherty             | Galbenisz Tomasz                                       |
| Kala                       | Susanne Blakeslee        | Menszátor Magdolna                                     |
| Flynt                      | Erik von Detten          | Minárovits Péter                                       |
| Mungo                      | Jason Marsden            | Hegedűs Miklós                                         |
| Samuel T. Philander        | Craig Ferguson           | Lőte Attila                                            |
| La királynő                | Diahann Carroll          | Pikali Gerda                                           |
| Baruti                     | Fred Willard             | Kőszegi Ákos                                           |
| Jamilla                    | Cindy Warden             | Csomor Csilla                                          |
| Jabari                     | Taylor Dempsey           | Gábor Dani                                             |
| Fiatal Tantor              | Taylor Dempsey           | Baradlay Viktor                                        |
| Basuli                     | Phil LaMarr              | Haás Vander Péter                                      |
| Keewazi főnök              | James Avery              | Makay Sándor                                           |
| Ian McTeague               | Charles Napier           | Reviczky Gábor                                         |
| Gobu                       | Tate Donovan             | Harmath Imre                                           |
| Ed                         | Steven Weber             | Harmath Imre                                           |
| Fungi                      | Max Casella              | Bartucz Attila                                         |
| Tublat                     | Keith David              | Kárpáti Tibor                                          |
| Staquait ezredes           | Jim Cummings             | Kárpáti Tibor                                          |
| Hobson                     | Jim Cummings             | Kajtár Róbert                                          |
| Mercus                     | Jim Cummings             | Borbiczki Ferenc                                       |
| Niels                      | John O’Hurley            | Németh Gábor                                           |
| Dania                      | Kathy Najimy             | ?                                                      |
| Dr. Robin Doyle            | Sheena Easton            | Málnai Zsuzsa                                          |
| Ian Doyle                  | Jake Dinwiddie           | Gacsal Ádám                                            |
| Theodore "Teddy" Roosevelt | Stephen Root             | Barbinek Péter                                         |
| Thaddeus Hunt              | Kevin Michael Richardson | Dózsa László                                           |
| Mr. Dobrez                 | Kevin Michael Richardson | Melis Gábor                                            |
| Moyo                       | Neil Patrick Harris      | ?                                                      |
| Öreg gorilla               | Kenneth Mars             | Simon György                                           |
| Abby Markham               | Nicolette Little         | Szalay Gyöngyvér                                       |
| Mark Harmon                | Bob Markham              | Sörös Sándor                                           |
| Walter                     | Bill Fagerbakke          | Konrád Antal                                           |
| Stanley Obrowski           | Diedrich Bader           | Csernák János                                          |
| Eleanore                   | Nicollette Sheridan      | Vándor Éva                                             |
| Greenley                   | Grey DeLisle             | Murányi Tünde (1. hang) Dögei Éva (2. hang)            |
| Hazel                      | Tara Strong              | Detre Annamária                                        |
| Henry                      | Alexis Denisof           | Czvetkó Sándor                                         |
| Nigel Taylor               | Alexis Denisof           | Sztarenki Pál                                          |
| Nikolas Rokoff gróf        | Ron Perlman              | Széles Tamás                                           |
| Max Liebling               | Bruce Campbell           | ?                                                      |
| Joey Marks                 | John Mariano             | Borbély László                                         |
| Kerchak                    | Lance Henriksen          | Vass Gábor                                             |
| Fiatal Tarzan              | Shaun Fleming            | Morvay Gábor                                           |
| Lady Waltham               | Amanda Donohoe           | Molnár Zsuzsa                                          |
| Zutho                      | Jason Alexander          | Tarján Péter                                           |
| Gozan                      | John DiMaggio            | Elek Ferenc                                            |
| Hungo                      | nem szólal meg           | nem szólal meg                                         |
| Filmrendező                | N/A                      | Harsányi Gábor                                         |
| Mulligan                   | N/A                      | Ganxsta Zolee                                          |
| Öreg tengerész             | N/A                      | Pusztai Péter                                          |

További magyar hangok: Bácskai János (Alexis), Dolmány Attila, Faragó András, F. Nagy Zoltán, Fesztbaum Béla, ifj. Jászai László, Kardos Gábor, Kenderesi Tibor, Kossuth Gábor, Mikula Sándor, Móni Ottó, Oláh Orsolya, Orosz István, Palóczy Frigyes, Pethes Csaba, Pipó László (Operatőr), Rékai Nándor, Salinger Gábor, Schneider Zoltán, Ujlaki Dénes, Végh Ferenc

## Hasonlóságok és különbségek az eredeti regényekhez képest
A sorozat több nevet és cselekményelemet felhasznál Edgar Rice Burroughs Tarzan-regényeiből, ám általában jelentős változtatásokkal.
- Philander professzor az eredeti regényekben Porter professzor kollégája és barátja; a sorozatban a riválisa.
- Az első Tarzan-regényben Tublat Tarzan nevelőanyjának, Kalának a párja, aki nem nézi jó szemmel, hogy Kala egy embergyereket fogadott örökbe, míg Kerchak a majmok agresszív vezére. Mivel az 1999-es Disney-filmben Kerchak vette át a regénybeli Tublat szerepét, így ebben a sorozatban Tublat kapta meg a regénybeli Kerchak szerepét.
- La eredetileg a Tarzan visszatér című regényben szerepel, ahol Opar elveszett városának a főpapnője, akit vad majomemberek szolgálnak. Ebben a sorozatban La Opar varázserővel bíró királynője, szolgái pedig leopárd-emberek.
- A Waziri törzs eredetileg szintén a Tarzan visszatér című regényben szerepelt. A regényhez hasonlóan a sorozatban is barátságos bennszülöttek, akik Tarzan szövetségeseivé válnak.
- Hugo és Hooft eredetileg a Tarzan és az idegenlégió című regényben szerepelnek, mint a bűn útjára tért légiós dezertőrök. Ebben a sorozatban sokkal jóindulatúbbak, és azért dezertáltak a légiótól, mert nem voltak hajlandóak Staquait ezredes könyörtelen parancsait végrehajtani.
- Az eredeti regényben a "mangani" a Tarzant felnevelő fiktív emberszabású majomfaj neve volt. A sorozatban Mangani egy gyógyító erővel bíró fehér gorilla.
- Az egyik epizódban Tarzan eljut Pellucidar föld alatti világába, amelyet dinoszauruszok népesítenek be. Pellucidar világa eredetileg Burroughs At the Earth's Core című regényében szerepelt, majd Tarzan is eljutott oda a Tarzan a föld mélyén című regényben.